# Ibrahim Yetim

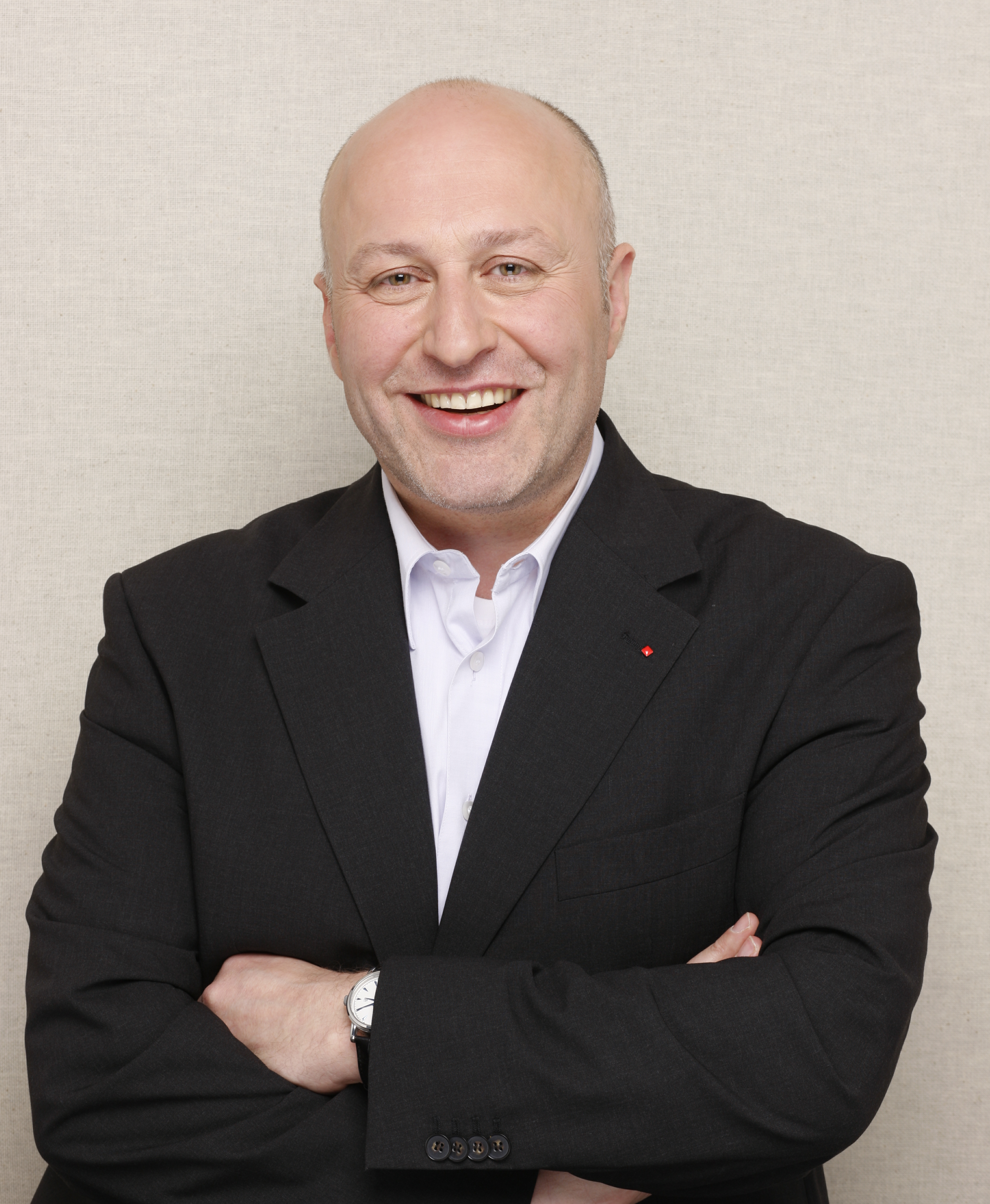
Ibrahim Yetim (2009)

Ibrahim Yetim (* 14. März 1965 in Dinslaken) ist ein deutscher Politiker (SPD). Er war von 2010 bis 2023 Abgeordneter im Landtag von Nordrhein-Westfalen.

## Leben
Yetim, Sohn türkisch-kurdischer Einwanderer, ist gelernter Bergmechaniker und arbeitete einige Jahre unter Tage auf der Schachtanlage Walsum. In dieser Zeit absolvierte er das Abendgymnasium. Nach einem erfolgreichen Studium der Kommunikationswissenschaft, Psychologie und Soziologie an der Uni Essen arbeitete er zunächst in der Unternehmensberatung und Industrieforschung in den Bereichen Personal und Organisation, Private-public partnership und Telearbeit. Anschließend war er einige Jahre im PR- und Marketing-Bereich in der Software-Branche tätig.
1999 wurde Yetim wissenschaftlicher Mitarbeiter eines Bundestagsabgeordneten und Bürgermeisters.
Von 2000 bis 2010 war er als Geschäftsführer für die SPD tätig.
Yetim ist verheiratet und hat eine Tochter. Er wohnt in Moers-Kapellen.

## Politik
1991 trat Yetim der SPD bei. Nachdem er zunächst mehrere ehrenamtliche Aufgaben (u. a. Ortsvereinsvorsitzender, Juso-Unterbezirksvorsitzender, Mitglied des geschäftsführenden Unterbezirksvorstands-Vorstandes) übernahm, war er von 2002 bis 2004 Stadtrat in Duisburg. Im November 2005 zog er nach Moers und 2009 wurde er in den Moerser Stadtrat gewählt. Bei den Landtagswahlen 2010, 2012, 2017 und 2022 wurde er jeweils als Direktkandidat der SPD in den Landtag Nordrhein-Westfalen gewählt. Sein Wahlkreis umfasst die Stadt Moers und den Ortsteil Neukirchen der Gemeinde Neukirchen-Vluyn.
Seit Januar 2023 ist Yetim Geschäftsführer der Urbane Zukunft Ruhr GmbH in Duisburg. Im Zuge dessen legte er am 3. März 2023 sein Landtagsmandat nieder, für ihn rückte Stefan Kämmerling nach. Im Dezember 2023 wurde er in den SPD-Bundesvorstand gewählt.